# フランチェスコ・アルバーニ
フランチェスコ・アルバーニ（Francesco Albani 、Albanoとも、1578年 - 1660年10月4日）は、イタリアの画家である。「ボローニャ派」 の画家の一人である。

## 略歴
ボローニャに生まれた。父親は絹商人で、息子を商売の道に進ませようとしたが、画家の道に進み、12歳になった時、フランドル出身でボローニャで働いていたマニエリスムの画家、デニス・カルヴァールト(Denijs Calvaert: c.1540-1619）の弟子になり、同じくカルヴァールトの弟子をしていたグイド・レーニと知り合った。レーニが通っていた「アカデミア・デリ・インカミナーティ」に加わった。この学校はアンニーバレ・カラッチやアゴスティーノ・カラッチ、ルドヴィコ・カラッチが運営していて、ドメニキーノやルーチョ・マッサーリ、ジョヴァンニ・ランフランコといったボローニャの画家たちを育成した。
1600年にアルバーニはローマに移り、アンニーバレ・カラッチの助手としてグイド・レーニとともに、パラッツォ・ファルネーゼのギャラリーの壁画を描いた。時の教皇クレメンス8世は政治的な背景もあって、この頃、ボローニャの画家たちを重用していた。ローマでサン・ジャコモ・デリ・スパニョーリ教会などの壁画を、レーニと共同で制作したりした。その後、1609年にボローニャ、1609年から1610年の間はヴィテルボ、1610年から1617年は再びローマで働いた後、ボローニャを拠点に、マントヴァ（1621–1622）、ローマ（1623–1625）、フィレンチェ（1633）で働いた。
宗教画や神話を題材に装飾画を描いた。
弟子にカルロ・チニャーニ(Carlo Cignani: 1628-1719)やアンドレア・サッキ(Andrea Sacchi:  1599-1661)がいる。

## 作品

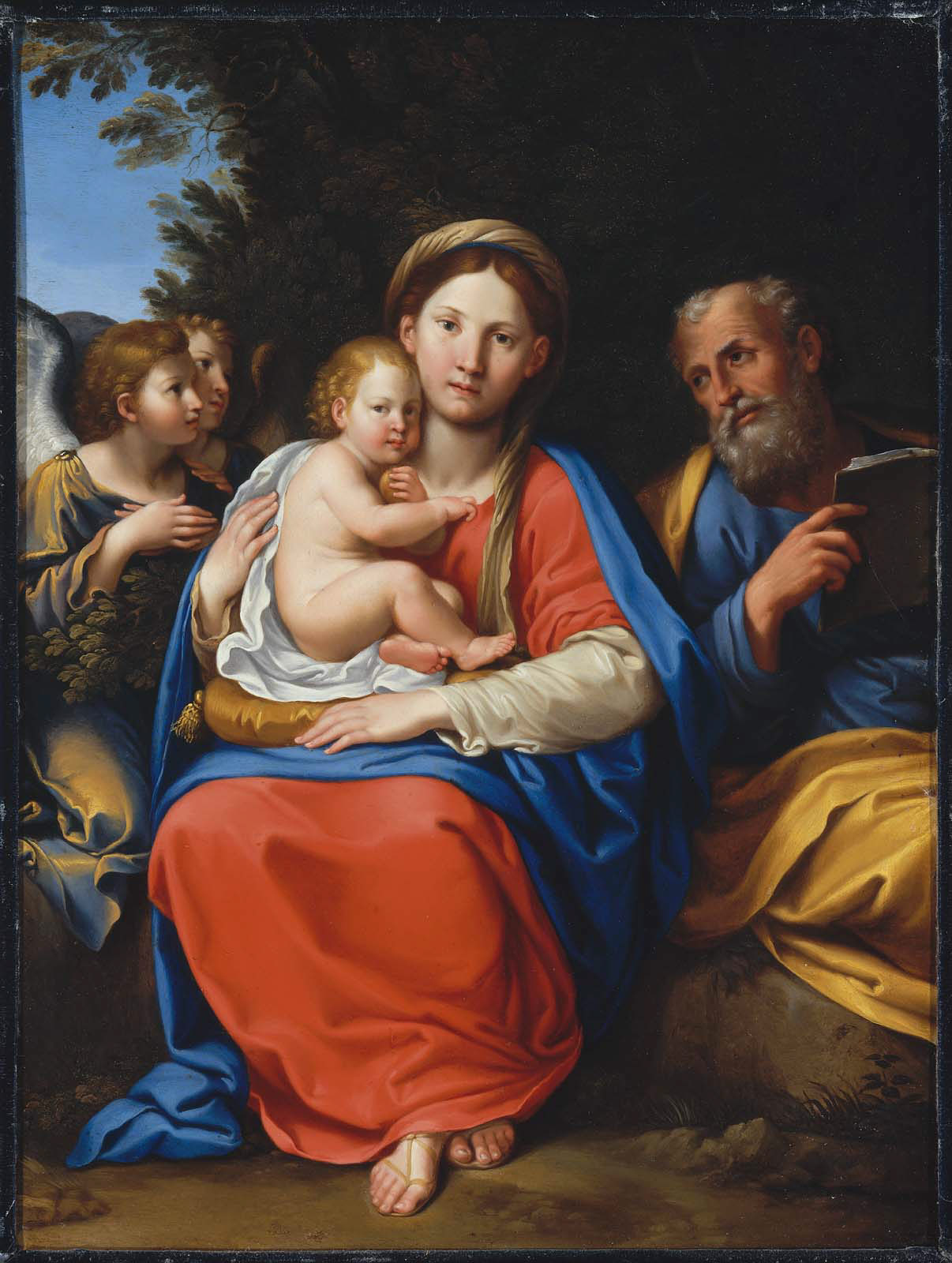
聖家族
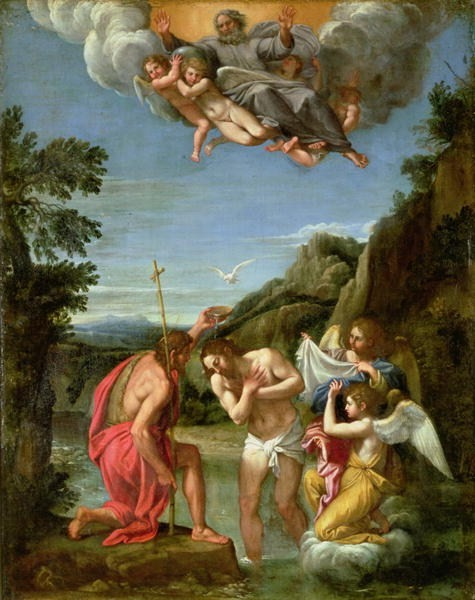
キリストの洗礼
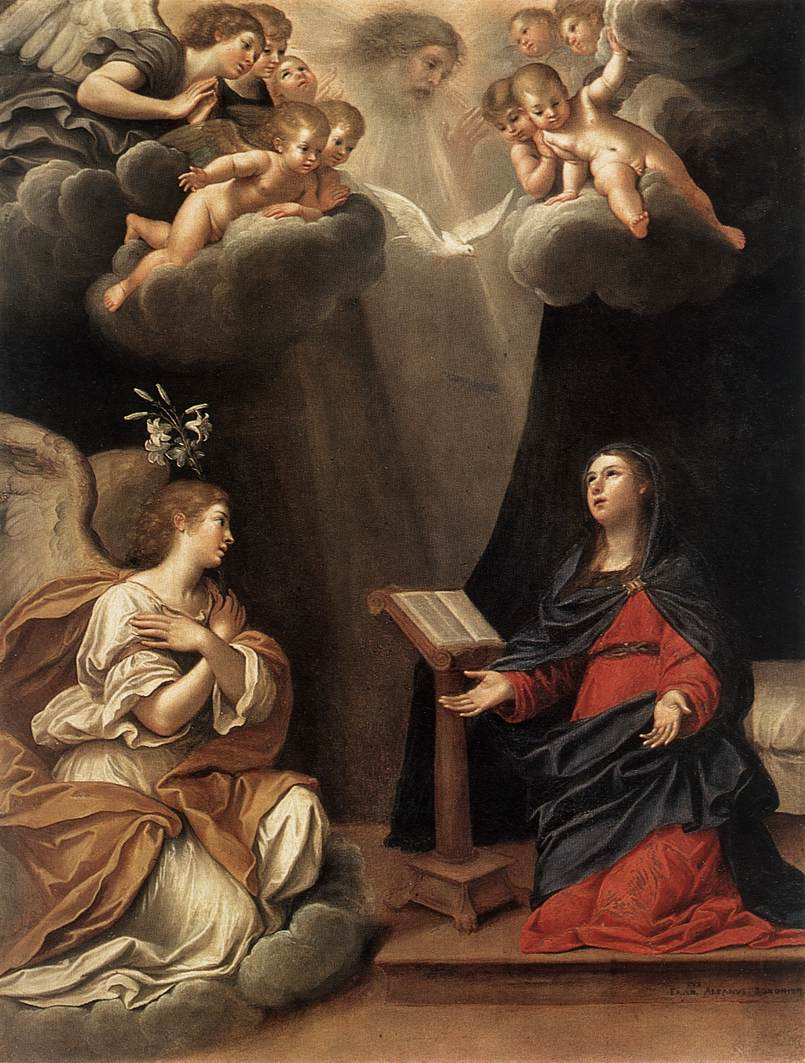
受胎告知
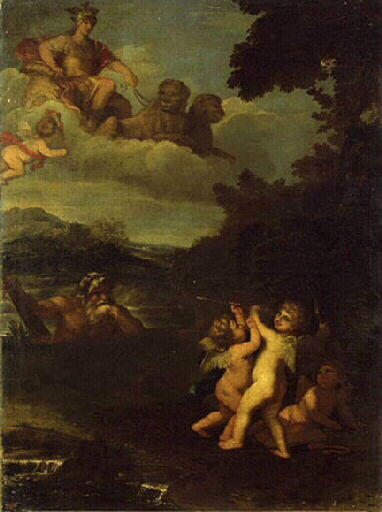
ベローナ

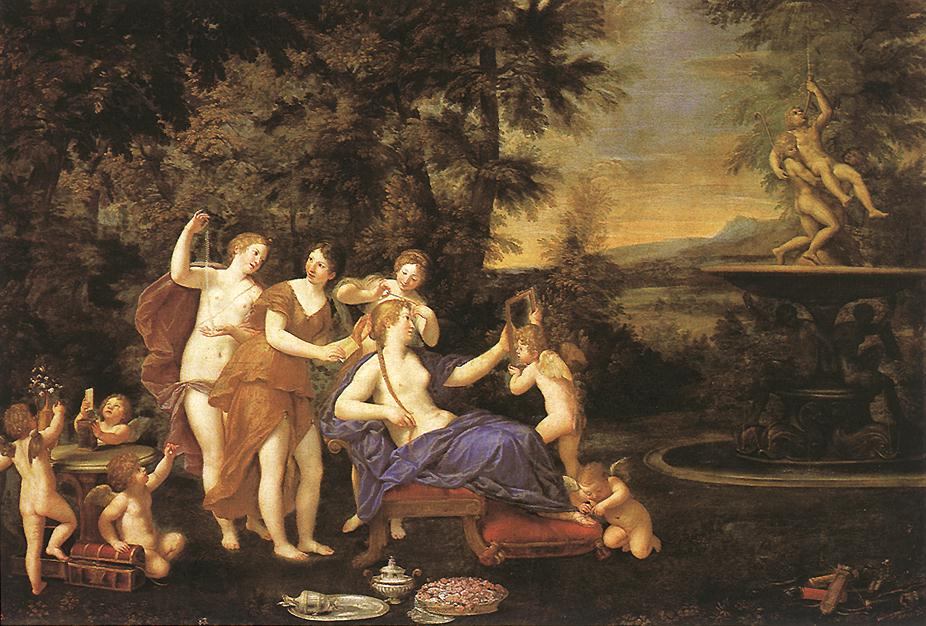
ニンフとキューピットに世話されるヴィーナス
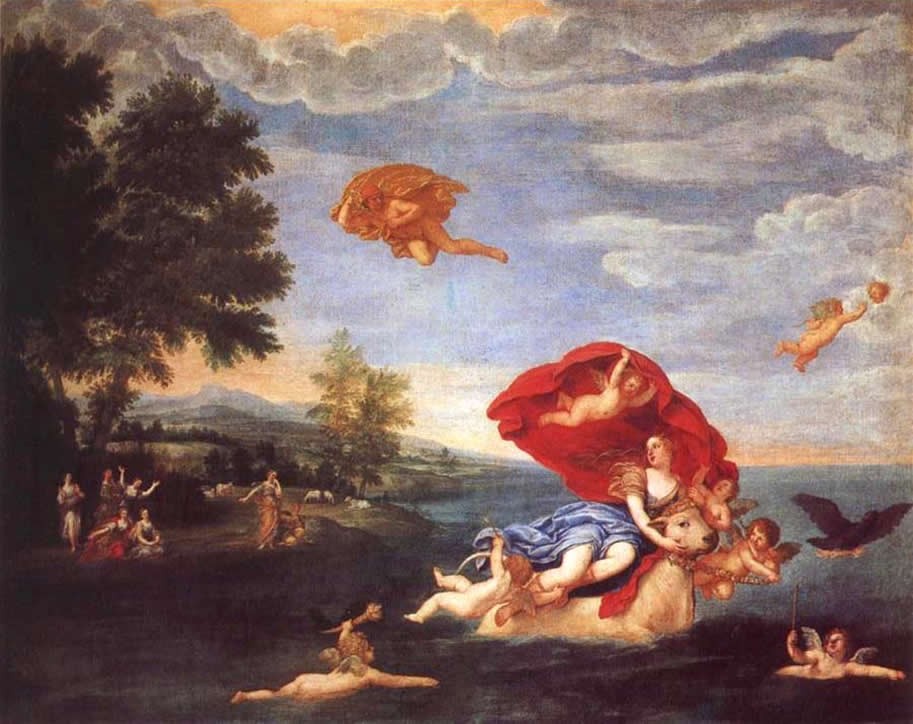
エウロペの略奪
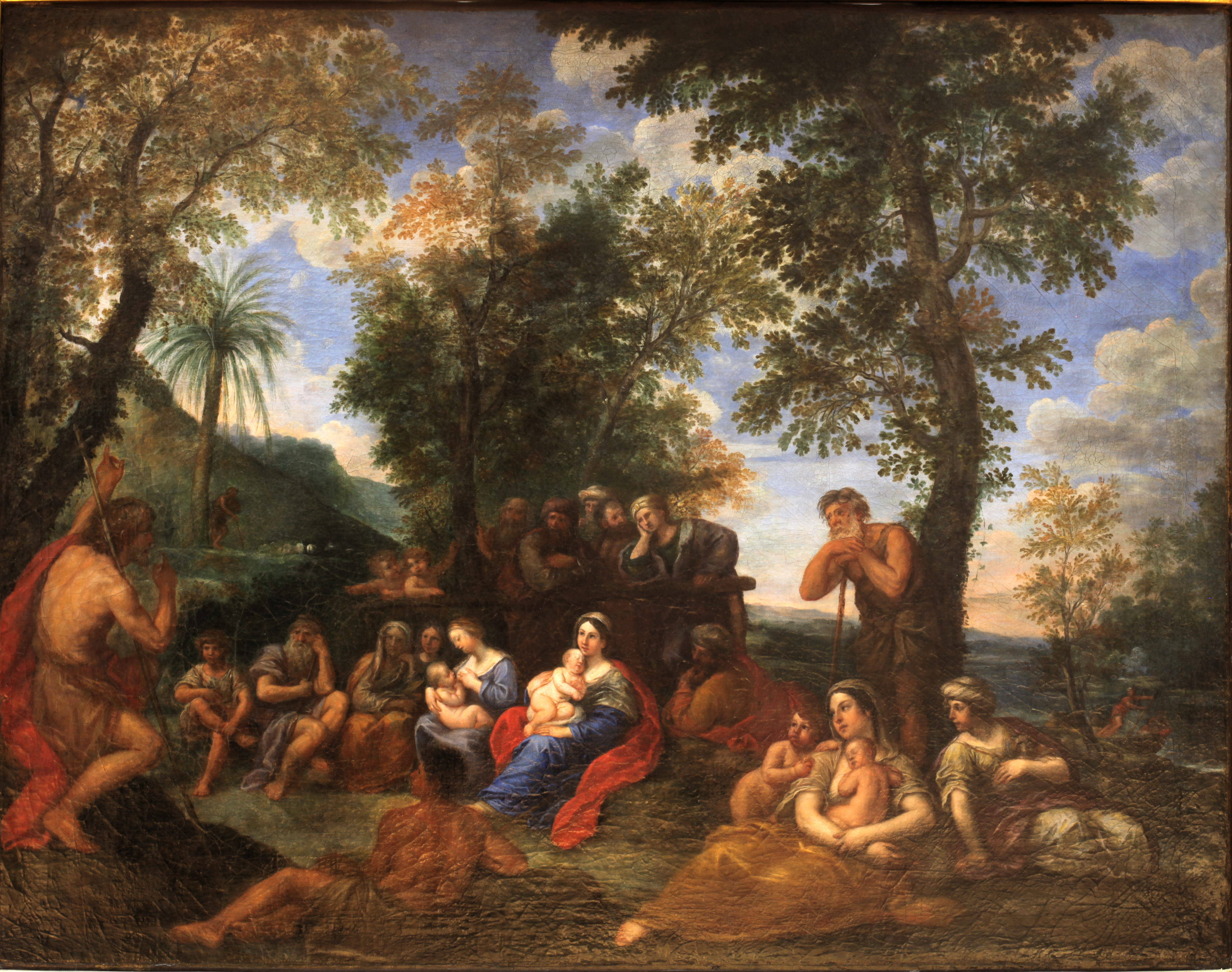
洗礼者ヨハネスの予言